# Хэллетт, Энди
Эндрю Олкотт «Энди» Хэллетт (англ. Andrew Alcott "Andy" Hallett; 4 августа 1975 — 29 марта 2009) — американский актёр и певец. Наиболее известен по роли демона Лорна в телесериале «Ангел». Также, для саундтрека «Ангела», «Angel: Live Fast, Die Never», исполнил две песни.

## Биография
Эндрю Хэллетт родился в деревне Остервилл, полуостров Кейп-Код, Массачусетс. Он был единственным ребёнком в семье. В 1993 году Энди окончил среднюю школу Барнстейбл, и позже поступил в колледж Ассамптон, Вустер, Массачусетс.

## Карьера
После переезда в Лос-Анджелес Хэллетт работал курьером в агентстве недвижимости. В конце концов он стал личным помощником Кей Коул, жены создателя «Баффи — истребительница вампиров» Джосса Уидона. Вскоре Уидон предложил ему сыграть демона Лорна в телесериале «Ангел», способного чувствовать ауру человека во время пения в караоке-баре. После трёх прослушиваний его утвердили на роль. «Ангел» стал первой дебютной работой Хэллетта, также в 1999 году он сыграл в эпизоде «Баффи». В качестве второстепенного персонажа Лорн появляется в 45 эпизодах сериала, а затем, в последних девяти сериях четвёртого сезона и весь пятый сезон, Хэллетт указан в заставке сериала как актёр основного состава (всего персонаж Хэллетта появляется в 76 эпизодах сериала из 110). На создание облика Лорна каждый раз требовалось до четырёх часов. Во время съёмок Ангела Энди Хэллетт также снялся в фильмах «Двигатели» (2001) и «Шанс» (2002), вместе с Эмбер Бенсон.

## Смерть
В интервью 2005 года Хэллетт заявил, что из-за зубной инфекции, распространившейся по крови к сердцу, он был госпитализирован с диагнозом кардиомиопатия. Из-за этого его сердечная мышца и клапаны оказались ослаблены. В 2009 году, из-за начавшихся проблем с сердцем, Хэллетта три раза госпитализировали. 29 марта 2009 года актёр умер от сердечной недостаточности в больнице в Лос-Анджелесе.